# Eimantas Noreika
Eimantas Noreika (* 25. Mai 2002 in Klaipėda) ist ein litauischer Eishockeyspieler, der seit 2022 bei den Steel Wings Linz aus der Alps Hockey League unter Vertrag steht.

## Karriere
Eimantas Noreika begann seine Karriere als Eishockeyspieler beim litauischen Klub Skatas. 2016 bis 2019 spielte er in der Jugendabteilung des HK Klaipėda, für den er in den litauischen U16- und U17-Ligen aktiv war. 2018 wechselte er in die Vereinigten Staaten und spielte dort für die Valencia Flyers in der Western States Hockey League. Zu den Playoffs wechselte er zu den El Paso Rhinos, mi denen er 2019 die Liga gewinnen konnte. Anschließend zog es ihn nach Schweden, wo er beim Visby-Roma HK in der J20 Elit, der zweithöchsten Juniorenklasse, aktiv war. Nachdem er in der Saison 2020/21 einige Spiele für TuTo Hockey in der finnischen U20 SM-sarja absolviert hatte, kehrte er 2021 in das Baltikum zurück und spielte ein Jahr für den HK Liepāja in der lettischen Liga. Seit 2022 steht er bei den Steel Wings Linz aus der Alps Hockey League unter Vertrag.

### International
Im Juniorenbereich stand Noreika für Litauen bei den U18-Weltmeisterschaften 2017 und 2018 in der Division II sowie den U20-Weltmeisterschaften 2015 und 2022, als er zum besten Spieler seiner Mannschaft gewählt wurde, ebenfalls in der Division II auf dem Eis.
Sein Debüt in der Herren-Nationalmannschaft gab er bei der Weltmeisterschaft 2022 in der Division I, in der er auch 2023 spielte.

## Erfolge und Auszeichnungen
- 2019 Gewinn der Western States Hockey League mit den El Paso Rhinos